# Эотитанопсы
Эотитанопсы (лат. Eotitanops, от др.-греч. ἕως «рассвет» в значении «ранний», Τῑτάν титан и ὄψις «внешний вид») — род вымерших млекопитающих семейства бронтотериевых отряда непарнокопытных, живших в раннем и среднем эоцене в Северной Америке. Считаются самым древним и примитивным родом бронтотериевых.

## Внешний вид и строение
Эотитанопсы были мелкими безрогими бронтотериями. Их рост составлял от 45 до 80 см в холке, а вес от 30 до 50 кг. По облику они напоминали скорее предков лошадей — гиракотериев (Hyracotherium), чем поздних гигантских бронтотериевых. Череп эотитанопсов удлинённый, лицевая часть длиннее мозговой (в этом их отличие от других бронтотериевых).
Зубная система эотитанопсов примитивна: у них были развитые верхние клыки, длинные верхняя и нижняя заклыковые диастемы, премоляры немоляризованны и так далее.
Конечности эотитанопсов четырёхпалые, при ходьбе использовались три пальца.
Отличия эотитанопсов от более продвинутого эволюционно родственного рода Palaeosyops (возможно, являющегося их потомком): удлинённый череп и верхняя заклыковая диастема.

## Распространение и ископаемые находки
Окаменелости эотитанопсов найдены в долине Уэпити (штат Вайоминг, США) и в Хаэрфано Парк (штат Колорадо, США).

## Питание
Судя по строению зубов, эотитанопсы кормились мягкой растительностью — листьями и молодыми побегами деревьев и кустарников.

## Образ жизни
Вероятно, эти звери обитали в лесах или зарослях кустарников. Видимо, они не могли долго и быстро убегать от хищников, поэтому старались скрыться от них в густой растительности.

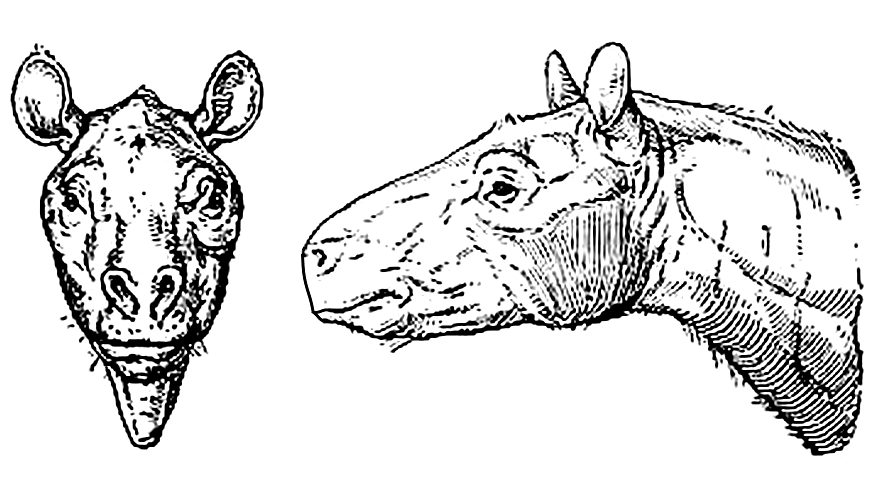
Реконструкция головы Eotitanops borealis

## Эволюционные связи
Предполагается, что предками эотитанопсов были Lambdotherium а потомками — Palaeosyops, но это выяснено не окончательно. Согласно Осборну от них произошёл род Palaeosyops, а по современной филогении это сестринские таксоны.

## Виды
- Eotitanops borealis Cope, 1880 (синонимы: Eotitanops gregoryi Osborn, 1913; Eotitanops major Osborn, 1913; Eotitanops princeps Osborn, 1913; Lambdotherium brownianum Osborn, 1881) — типовой вид. Крупнейший вид рода, с предполагаемой высотой в холке до 80 см. Череп длиной примерно 34 см.

- Eotitanops minimus Osborn, 1919 — более мелкий вид (высота в холке примерно 45 см).